# Mavadi, Tirthahalli
Mavadi là một làng thuộc tehsil Tirthahalli, huyện Shimoga, bang Karnataka, Ấn Độ.